# Eremobates chihuaensis
Espèce
Eremobates chihuaensis est une espèce de solifuges de la famille des Eremobatidae.

## Distribution
Cette espèce est endémique du Chihuahua au Mexique,. Elle se rencontre vers Chihuahua.

## Description
Le mâle holotype mesure 20 mm.

## Étymologie
Son nom d'espèce, composé de chihua[hua] et du suffixe latin -ensis, « qui vit dans, qui habite », lui a été donné en référence au lieu de sa découverte, Chihuahua.

## Publication originale
- Brookhart & Cushing, 2002 : New species of Eremobatidae (Arachnida, Solifugae) from North America. Journal of Arachnology, vol. 30, no 1, p. 84-97 (texte intégral).